# Бокайна (Сан-Паулу)
Бокайна (порт. Bocaina) — муниципалитет в Бразилии, входит в штат Сан-Паулу. Составная часть мезорегиона Бауру. Входит в экономико-статистический микрорегион Жау. Население составляет 11 059 человек на 2006 год. Занимает площадь 364,044 км². Плотность населения — 30,4 чел./км².

## История
Город основан 28 февраля 1891 года.

## Статистика
- Валовой внутренний продукт на 2003 составляет 154 273 980,00 реалов (данные: Бразильский институт географии и статистики).
- Валовой внутренний продукт на душу населения на 2003 составляет 14 951,93 реала (данные: Бразильский институт географии и статистики).
- Индекс развития человеческого потенциала на 2000 составляет 0,807 (данные: Программа развития ООН).

## География
Климат местности: тропический. В соответствии с классификацией Кёппена, климат относится к категории Aw.